# Neosharpiella
Neosharpiella là một chi rêu trong họ Gigaspermaceae.